# Tjärnö
Tjärnö is een plaats en eiland in de gemeente Strömstad in het landschap Bohuslän en de provincie Västra Götalands län in Zweden. De plaats heeft 76 inwoners (2005) en een oppervlakte van 37 hectare.